# Флора Франции
Флора Франции отличается большим разнообразием. Это связано с наличием на территории страны разных по рельефу местностей, климата (4 климатических зоны).

## Типы местности

### Зоны в горах
На горных вершинах близ снеговой линии растительность достаточно бедная. Здесь преобладают мхи и лишайники.
На склонах гор сохранились лесные массивы, когда-то покрывавшие все горы и равнины страны. Типичные для Франции деревья — сосна, лиственница, пихта, ель, каштан, бук, дуб.
Альпийские луга — особые зоны, расположенные выше верхней границы леса. Здесь нет деревьев и кустарников, зато видовое разнообразие низкорослых растений исчисляется более, чем 800 видами. Эдельвейсы, орхидеи, лютики, цикламены, альпийские розы, горечавки и др. — цветы, которые можно встретить на альпийских лугах.

### Равнины
Большая часть равнин во Франции распахана. Но вдоль дорог и каналов созданы лесопосадки преимущественно из хвойных деревьев.
Между реками Рона и Сона расположен Домб — болотистая местность с обильной растительностью: ивой, дубом, тополем, ясенем, ольхой, куманикой.

### Побережья
На Средиземноморском побережье отсутствуют сплошные лесные массивы — деревья и кустарники изолированы. Из деревьев преобладают низкорослые: маслина, пробковый дуб, алеппская сосна, агава.

## Состав
- Оливковое дерево
- Латания
- Рафия
- Зонтичная сосна
- Кипарис
- Платан
- Смоковница
- Молочай
- Розмарин
- Каменное дерево
- Жасмин
- Гибискус
- Лаванда
- Эдельвейс
- Лилия кудреватая
- Синеголовник
- Горечавка
- Венерин башмачок

### Флора Парижа
Париж известен как «город платанов». Платаны окаймляют наиболее известные аллеи и площади французской столицы. Также растут каштаны, дубы, вязы, тис ягодный (Taxus baccata), кедр (Cedrus), бук европейский плакучий (Fagus sylvatica tortuosa).

## Парки и заповедники
Занимают шестую часть страны. В национальном парке Меркантур, который объединён с итальянским Арджентера, произрастает 2000 видов растений, 200 из которых — исчезающие виды, 25 — эндемики. В Пор-Кро сохранились рощи жестколистных кустарников, поля вереска и лаванды, заросли сухого маквиса, в Экрен — альпийские луга, сосновые и дубовые леса. В региональном парке Кейра альпийская флора насчитывает более 700 растений. В Севене встречаются 2250 видов растений средиземноморского, континентального и океанического типов. 33 вида растений охраняются законом, более 100 относятся к редким.